# Graby (Łukomin)
Graby – przysiółek wsi Łukomin w Polsce, położony w województwie lubuskim, w powiecie sulęcińskim, w gminie Krzeszyce.
W latach 1975–1998 przysiółek administracyjnie należał do województwa gorzowskiego.